# Кон, Гэри
Гэри Д. Кон (англ. Gary D. Cohn; род. 27 августа 1960, Кливленд, Огайо, США) — американский инвестиционный банкир, более четверти века проработавший в инвестиционно-финансовом конгломерате Goldman Sachs Group, Inc., начиная от опционного трейдера и заканчивая президентом и главным операционным директором. С 20 января 2017 года по 2 апреля 2018 года являлся старшим помощником по экономической политике 45-го Президента США Дональда Трампа, директором Национального экономического совета.

## Ранние годы
Гэри Дэвид Кон родился в 1960 году в еврейской семье выходцев из Восточной Европы Виктора и Эллен Кон и детские и юношеские годы провёл в пригороде Кливленда в поселке Шейкер Хайтс на северо-востоке штата Огайо. Виктор Кон занимался электромонтажным бизнесом, который достался ему от его отца, деда Гэри Кона – польского еврея, иммигрировавшего в США в 13-летнем возрасте с восьмью долларами в кармане. Чтобы содержать свою семью, дед Кона работал на трёх работах, в том числе подмастерьем электрика, и закончил свою трудовую жизнь, владея собственным бизнесом, впоследствии ставшим семейным.
В 1970-е годы о диагнозе дислексия мало кто слышал, однако именно он стал причиной возникших впоследствии сложностей в жизни Гэри. Вначале его оставили на второй год в начальной школе, потому что у него не получалось читать. Дальше – больше: у него возникли проблемы с дисциплиной. Над ним начали издеваться. Кон позже вспоминал, как в четвёртом классе учительница затолкала его под стол, «закатила стул и стала бить меня ногами». Поэтому он оттолкнул стул, «ударил её по лицу и выбежал из кабинета».
Тот период своей жизни Гэри Кон вспоминает как о «самом тяжёлом периоде» своей жизни и называет его «мерзким временем». Его родители не знали что и делать. Единственным человеком, который не потерял веру в него, по словам Кона, был его дед, и то только потому, что Кон, к изумлению деда, выучил до мельчайших подробностей весь перечень ассортимента семейного бизнеса.